# Stroești (okręg Vâlcea)
Stroești – wieś w Rumunii, w okręgu Vâlcea, w gminie Stroești. W 2011 roku liczyła 870 mieszkańców.